# Llista de castells japonesos

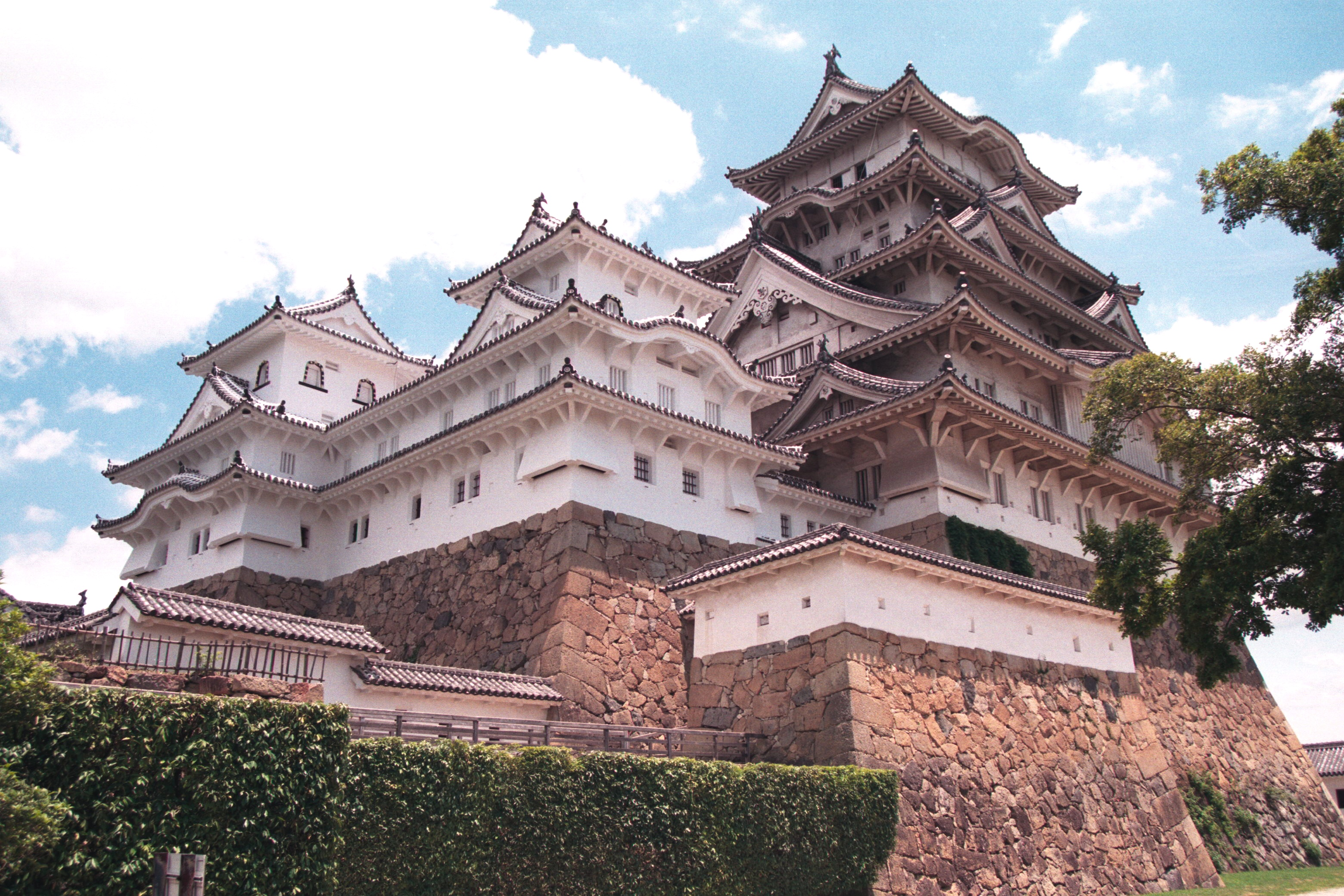
Castell Himeji, és patrimoni de la Humanitat.

Aquesta és una llista incompleta dels castells del Japó, està centrada per la seva notabilitat històrica. Hi ha quatre castells japonesos (Hikone, Himeji, Inuyama i Matsumoto) que són Tresors Nacionals.
| Índex A B C D E F G H I J K L M N O P Q R S T U V W X Y Z |

## A
- Castell Aizuwakamatsu (Castell Tsuruga), Aizuwakamatsu, prefectura de Fukushima
- Castell Akashi, Akashi, prefectura d'Hyōgo
- Castell Akō, Akō, prefectura d'Hyōgo
- Castell Aoba, Sendai, prefectura de Miyagi
- Castell Aya, Aya, prefectura de Miyazaki
- Castell Azuchi, Omihachiman, prefectura de Shiga

## B
- Castell Bitchu Matsuyama, Takahashi, prefectura d'Okayama

## C
- Castell Chihaya, Chihayaakasaka, prefectura d'Osaka

## E
- Castell Echizen Ōno, Ōno, prefectura de Fukui
- Castell Edo (Palau imperial), Tòquio

## F
- Castell Fukuchiyama, Fukuchiyama, prefectura de Kyoto
- Castell Fukui, Fukui, prefectura de Fukui
- Castell Fukui, Ibaraki, prefectura d'Osaka
- Castell Fukuoka, Fukuoka, prefectura de Fukuoka
- Castell Fukushima, Fukushima, prefectura de Fukushima
- CCastell Fukuyama (Castell Hisamatsu), Fukuyama, prefectura d'Hiroshima
- Castell Funai, Ōita, prefectura d'Ōita
- Castell Fushimi (Castell Momoyama), Kyoto, prefectura de Kyoto

## G
- Castell Gassantoda, Yasugi, prefectura de Shimane
- Castell Gifu (Castell Inabayama), Gifu, prefectura de Gifu
- Castell Gujo Hachiman, Gujo, prefectura de Gifu

## H
- Castell Hachigata, Yorii, prefectura de Saitama
- Castell Hachinohe, Hachinohe, prefectura d'Aomori
- Castell Hachiōji, Hachiōji, Tòquio
- Castell Hadano, Hadano, prefectura de Kanagawa
- Castell Hagi, Hagi, prefectura de Yamaguchi
- Castell Hakumai, Matsusaka, prefectura de Mie
- Castell Hamamatsu, Hamamatsu, prefectura de Shizuoka
- Castell Hara, Minamishimabara, prefectura de Nagasaki
- Castell Hataya, Yamanobe. prefectura de Yamagata
- Castell Hayashi, Matsumoto, prefectura de Nagano
- Castell Hiji (ruïnes), Hiji, prefectura d'Oita
- Castell Hikone, Hikone, prefectura de Shiga
- Castell Himeji, Himeji, prefectura d'Hyōgo, Patrimoni de la Humanitat
- Castell Hinoe, Minamishimabara, prefectura de Nagasaki
- Castell Hirado, Hirado, prefectura de Nagasaki
- Castell Hirosaki, Hirosaki, prefectura d'Aomori
- Castell Hiroshima, Hiroshima, prefectura d'Hiroshima

## I
- Castell Ichjodani, Fukui, prefectura de Fukui
- Castell Iga Ueno, Iga, prefectura de Mie
- Castell Imabari, Imabari, prefectura d'Ehime
- Castell Ina, Kozakai, Toyokama, prefectura d'Aichi
- Castell Inuyama, Inuyama, prefectura d'Aichi
- Castell Itami, Itami, prefectura d'Hyogo
- Castell Iwabitsu, Higashiagatsuma, prefectura de Gunma
- Castell Iwakuni, Iwakuni, prefectura de Yamaguchi
- Castell Iwamura, Ena, prefectura de Gifu
- Castell Iwasaki, Nisshin, prefectura d'Aichi
- Castell Iwatsuki, Saitama, prefectura de Saitama
- Castell Iwayado, Oshu, prefectura d'Iwate
- Castell Izushi, Toyooka, prefectura d'Hyōgo

## K
- Castell Kagoshima, Kagoshima, prefectura de Kagoshima
- Castell Kakegawa, Kakegawa, prefectura de Shizuoka
- Castell Kakunodate, Kakunodate, prefectura d'Akita
- Castell Kameyama, Kameoka, prefectura de Kyoto
- Castell Kameyama, Kameyama, prefectura de Mie
- Castell Kami-Akasaka, Chihayaakasaka, prefectura d'Osaka
- Castell Kamiizumi, prefectura de Yamanashi
- Castell Kaminokuni, Kaminokuni, Hokkaidō
- Castell Kaminoyama, Kaminoyama, prefectura de Yamagata
- Castell Kanayama, Ota, prefectura de Gunma
- Castell Kanazawa, Kanazawa, prefectura d'Ishikawa
- Castell Kano, Gifu, prefectura de Gifu
- Castell Kannonji, Azuchi, Omihachiman, prefectura de Shiga
- Castell Karakawa, Goshogawara, prefectura d'Aomori
- Castell Karasawa, Sa, prefectura de Tochigi
- Castell Karasuyama, Nasukarasuyama, prefectura de Tochigi
- Castell Karatsu, Karatsu, prefectura de Saga
- Castell Kasama, Kasama, prefectura d'Ibaraki
- Castell Kasugayama, Joetsu, prefectura de Niigata
- Castell Katsuren, Uruma
- Castell Kawagoe, Kawagoe
- Castell Kawate, Gifu
- Castell Ki, Okayama
- Castell Kihara, Miho, prefectura d'Ibaraki
- Castell Kikko, Kagoshima
- Castell Kikuchi, Kikuchi
- Castell Kishiwada, Kishiwada
- Castell Kitanosho, Fukui
- Castell Kitsuki, Kitsuki
- Castell Kiyosu, Kiyosi
- Castell Kōchi, Kōchi
- Castell Kōfu, Kōfu
- Castell Kokura, Kitakyushu
- Castell Komakiyama, Komaki
- Castell Komine (Castell Shirakawa), Shirakawa
- Castell Komoro, Komoro, Nagano
- Castell Kōriyama, Yamatokoriyama, Nara
- Castell Koromo, Toyota, prefectura d'Aichi
- Castell Kubota, Akita, prefectura d'Akita
- Castell Kumamoto, Kumamoto
- Castell Kunimine, Kanra
- Castell Kuniyoshi, Mihama
- Castell Kurono, Gifu, prefectura de Gifu
- Castell Kurume, Fukuoka
- Castell Kururi, Kimitsu, prefectura de Chiba
- Castell Kushima, Omura, prefectura de Nagasaki
- Castell Kuwabara, Suwa, Nagano
- Castell Kuwana, Kuwana, prefectura de Mie

## M
- Castell Maebashi, Maebashi, prefectura de Gunma
- Castell Marugame, Kagawa
- Castell Maruoka, Maruoka
- Castell Matsue, Matsue
- Castell Matsukura, Takayama
- Castell Matsumae, Matsumae
- Castell Matsumori, Izumi-ku
- Castell Matsumoto, Matsumoto, Nagano
- Castell Matsusaka, Matsusaka, prefectura de Mie
- Castell Matsushiro, Nagano
- Castell Matsuyama, Ehime
- Castell Matsuyama, Takahashi
- Castell Matsuzaka, Matsusaka
- Castell Mibu, Mibu, prefectura de Tochigi
- Castell Mihara Mihara
- Castell Minakuchi, Koka
- Castell Minato, Akita
- Castell Minowa, Takasaki
- Castell Mite, Mite, prefectura d'Ibaraki
- Castell Mitsumine, Sabae
- Castell Miyao, Miyajima
- Castell Mizusawa, Oshu
- Castell Morioka (Castell Kozukata), Morioka
- Castell Motegi, Motegi
- Castell Murakami, Murakami, prefectura de Niigata
- Castell Mur, Aichi

## N
- Castell Nagahama, Nagahama
- Castell Nagamori, Gifu, prefectura de Gifu
- Castell Nagaoka, Nagaoka
- Castell Nagashino, Shinshiro
- Castell Nagoya, Nagoya
- Castell Nagoya, Karatsu
- Castell Nagurumi, Minakami
- Castell Nakatsu, Nakatsu
- Castell Nanao, Nanao
- Castell Ne, Hachinohe
- Castell Negoya, Otaki
- Castell Nihonmatsu, Nihonmatsu, prefectura de Fukushima
- Castell Nijo, Kyoto, Patrimoni de la Humanitat
- Castell Nirayama, Izunokuni
- Castell Nirengi, Toyohashi
- Castell Nishigawa, Toyohashi
- Castell Nishio, Nishio, prefectura d'Aichi
- Castell Noda, prefectura d'Aichi
- Castell Numata, Numata, prefectura de Gunma
- Castell Numazu, Numazu, prefectura de Shizuoka

## O
- Castell Obama, Obama, prefectura de Fukui
- Castell Obama, Iwashiro, prefectura de Fukushima
- Castell Obi, Miyazaki
- Castell Oda, Tsukuba. prefectura d'Ibaraki
- Castell Odani, Kohoku, prefectura de Shiga
- Castell Odawara, Odawara
- Castell Ōgaki, Ōgaki
- Castell Ogo, Ogo
- Castell Otawara, Otawara
- Castell Ōita, Ōita
- Castell Oka, Taketa
- Castell Okayama, Okayama
- Castell Okazaki, Okazaki, prefectura d'Aichi
- Castell Omi Hachiman, Omihachiman
- Castell Onomichi, Onomichi
- Castell Osaka, Osaka
- Castell Oshi, Gyoda
- Castell Otaki, Otaki, prefectura de Chiba
- Castell Oyama, Haibara
- Castell Ozu, Ozu

## S
- Castell Saga, Saga
- Castell Sagiyama, Gifu, prefectura de Gifu
- Castell Saiki, Saiki
- Castell Sakasai, Ibaraki, prefectura d'Ibaraki
- Castell Sakura, Sakura
- Castell Sa, Sa
- Castell Sarukake, Akitakata
- Castell Sarukake, Kurashiki
- Castell Sasayama, Sasayama
- Castell Satowara, Miyazaki
- Castell Sawayama, Hikone
- Castell Sekiyado, Noda (Chiba)
- Castell Sendai, Sendai
- Castell Senshu, Senshu
- Castell Shibata, hibata, prefectura de Niigata
- Castell Shichinohe, Kamikita
- Castell Shikizan
- Castell Shimabara, Shimabara
- Castell Shimo-Akasaka, Senshu
- Castell Shimotsui, Kurashiki
- Castell Shinjō, Shinjō, prefectura de Yamagata
- Castell Shinpū, Nirasaki
- Castell Shirakawa, Shirakawa
- Castell Shiroishi, Shiroishi
- Castell Shizugatake, Shizugatake
- Castell Shoryuji, Nagaokakyō
- Castell Sumoto, Sumoto
- Castell Sunomata, Ōgaki
- Castell Sunpu, Shizuoka, prefectura de Shizuoka

## T
- Castell Tahara, Tahara, prefectura d'Aichi
- Castell Taka, Matsuzaka
- Castell Takada, Joetsu, prefectura de Niigata
- Castell Takamatsu, Takamatsu
- Castell Takamori, Takamori
- Castell Takaoka, Takaoka
- Castell Takasaki, Takasaki, prefectura de Gunma
- Castell Takashima, Suwa
- Castell Takatenjin, Kakegawa
- Castell Takatori, Takatori
- Castell Takayama, Takayama
- Castell Takeda, Asago
- Castell Takenoya, Gamagori
- Castell Takiyama, Tokorozawa, prefectura de Saitama
- Castell Tamanawa, Kamakura
- Castell Tanaka, Fujieda, prefectura de Shizuoka
- Castell Tatebayashi, Tatebayashi, prefectura de Gunma
- Castell Tateyama, Tateyama, prefectura de Chiba

## U
- Castell Uchi, Kagoshima
- Castell Ueda, Ueda
- Castell Uehara, Nagano
- Castell Ueno, prefectura de Mie
- Castell Urado, Kōchi
- Castell Usuki, Usuki
- Castell Utsunomiya, Utsunomiya, prefectura de Tochigi
- Castell Uwajima, Uwajima
- Castell Uzuki, Matsuyama

## W
- Castell Wakayama, Wakayama
- Castell Washi, Oyama

## Y
- Castell Yagami, Sasayama
- Castell de Yamagata, Yamagata, prefectura de Yamagata
- Castell de Yamanaka, Mishima
- Castell Yatsushiro, Yatsushiro, Kumamoto
- Castell Iode, Kyoto, prefectura de Kyoto
- Castell Yokote, Yokote
- Castell Yonezawa, Yonezawa, prefectura de Yamagata
- Castell Yoshida, Toyohashi, prefectura d'Aichi

## Z
- Castell Zakimi, Yomitan
- Castell Zeze, Ōtsu